# One Night Stand 2008
One Night Stand 2008 è stata la quarta ed ultima edizione dell'omonimo evento in pay-per-view prodotto dalla WWE.

## Storyline
Il 18 maggio, a Judgment Day, Triple H difese con successo il WWE Championship in uno Steel Cage match contro Randy Orton. Nella puntata di Raw del 19 maggio Orton e John "Bradshaw" Layfield sconfissero Triple H e John Cena; con Orton che ottenne quindi un Last Man Standing match contro lo stesso Triple H con in palio il WWE Championship per One Night Stand.
A Judgment Day, The Undertaker sconfisse Edge per count-out in un incontro valevole per il vacante World Heavyweight Championship; tuttavia, data la modalità con cui aveva ottenuto la vittoria, non conquistò il titolo (che rimase dunque vacante). Nella puntata di SmackDown del 23 maggio la General Manager dello show, Vickie Guerrero, annunciò un Tables, Ladders and Chairs match tra The Undertaker e Edge con in palio il vacante World Heavyweight Championship per One Night Stand, aggiungendo però un'ulteriore stipulazione: se The Undertaker avesse perso, sarebbe stato costretto ad abbandonare la WWE.
Il 27 aprile, a Backlash, Shawn Michaels sconfisse Batista dopo che questi lo aveva incolpato di aver volontariamente costretto il suo ex mentore Ric Flair al ritiro dal mondo del wrestling. Nella puntata di Raw del 28 aprile l'Intercontinental Champion Chris Jericho (il quale aveva svolto il ruolo dell'arbitro speciale del match tra Michaels e Batista di Backlash) accusò Michaels di aver finto un infortunio per sconfiggere Batista, ma questi negò tale affermazione. Nella puntata di Raw del 12 maggio Michaels affermò tuttavia di aver realmente finto l'infortunio, dando quindi ragione alla dichiarazione di Jericho. Nella puntata di Raw del 19 maggio, dopo che aveva sconfitto Jericho, Batista si guadagnò uno Stretcher match contro Michaels per One Night Stand.
Nella puntata di ECW del 20 maggio il General Manager dello show, Armando Estrada, annunciò un Singapore Cane match tra Chavo Guerrero, il Mr. Money in the Bank CM Punk, John Morrison e Tommy Dreamer per One Night Stand per determinare il contendente n°1 dell'ECW Champion Kane per Night of Champions. Più avanti, la sera stessa, dopo che Guerrero e Morrison avevano sconfitto Punk e Dreamer, Big Show attaccò brutalmente i quattro contendenti per poi annunciare che anche lui avrebbe fatto parte dell'incontro di One Night Stand.
A Judgment Day, John Cena sconfisse John "Bradshaw" Layfield dopo che questi era stato eliminato dallo stesso Cena durante l'incontro di Backlash valevole per il WWE Championship. Nella puntata di Raw del 19 maggio JBL e Randy Orton sconfissero Cena e il WWE Champion Triple H; con JBL che ottenne quindi un First Blood match contro Cena stesso per One Night Stand.
Nella puntata di Raw del 5 maggio Beth Phoenix fu sconfitta dalla Women's Champion Mickie James, fallendo quindi la riconquista del titolo, dopo che la sua alleata Melina l'aveva accidentalmente colpita. Nella puntata di Raw del 19 maggio Melina consolidò il suo turn face, attaccato Beth al termine del suo incontro con Maria. Successivamente fu sancito che Beth e Melina si sarebbero affrontate a One Night Stand nel primo "I Quit" match femminile di sempre.
Nella puntata di Raw del 12 maggio il rientrante Jeff Hardy sconfisse Umaga. Nella puntata di Raw del 26 maggio, dopo che i due si erano scontrati anche la settimana prima, fu annunciato un Falls Count Anywhere match tra Hardy e Umaga per One Night Stand.

## Risultati
| #    | Incontri                                                                     | Stipulazioni                                                                | Durata |
| ---- | ---------------------------------------------------------------------------- | --------------------------------------------------------------------------- | ------ |
| Dark | Matt Hardy ha sconfitto Shelton Benjamin                                     | Single match                                                                | —      |
| 1    | Jeff Hardy ha sconfitto Umaga                                                | Falls count anywhere match                                                  | 09:27  |
| 2    | Big Show ha sconfitto Chavo Guerrero, CM Punk, John Morrison e Tommy Dreamer | Singapore cane match per determinare il primo sfidante all'ECW Championship | 08:35  |
| 3    | John Cena ha sconfitto John "Bradshaw" Layfield                              | First blood match                                                           | 14:30  |
| 4    | Beth Phoenix ha sconfitto Melina                                             | "I Quit" match                                                              | 09:14  |
| 5    | Batista ha sconfitto Shawn Michaels                                          | Stretcher match                                                             | 17:03  |
| 6    | Triple H (c) ha sconfitto Randy Orton                                        | Last man standing match per il WWE Championship                             | 13:15  |
| 7    | Edge ha sconfitto The Undertaker                                             | Tables, ladders and chairs match per il World Heavyweight Championship      | 23:50  |